# フィンランド鉄道庁
フィンランド鉄道庁(フィンランド語:Ratahallintokeskus、スウェーデン語:Banförvaltningscentralen、英語: Finnish Rail Administration)は、フィンランドの鉄道インフラストラクチャーの建設・保守を担当している。また、鉄道に関する技術の開発も行っている。
1995年にValtionrautatietが上下分離され、運輸業務はVRグループに、インフラ管理は鉄道庁の管轄となった。現在、フィンランド国内の線路5,794km(電化区間3,047km)の管理業務を行っている。2007年のインフラ管理の為の予算は4億3000万ユーロであった。